# 高山跳伞滑雪

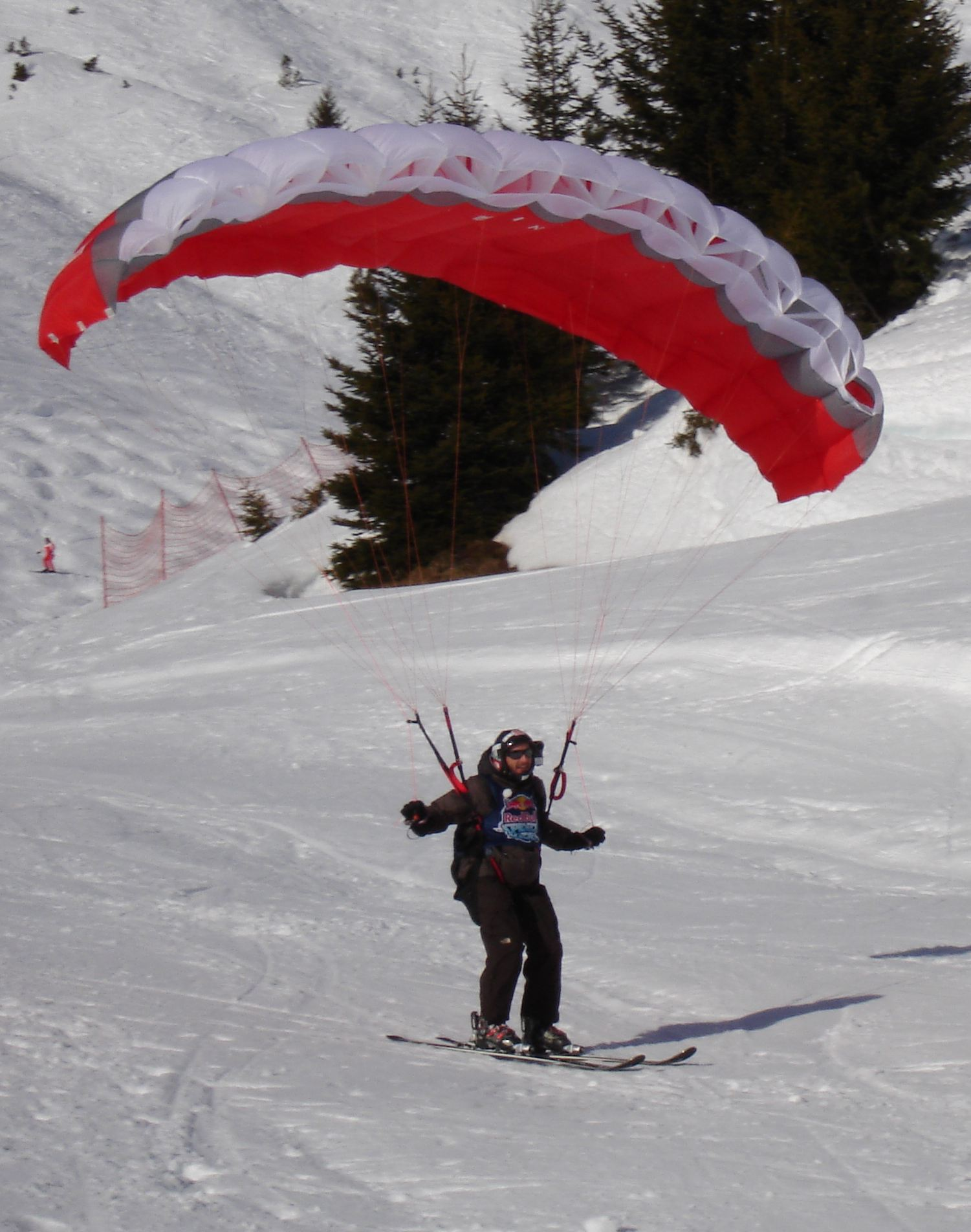
高山跳伞滑雪

高山跳伞滑雪又稱高山跳伞速降滑雪，是一種結合跳伞和滑雪的运动，參與者身上綁著小型滑翔伞，腳上裝著滑雪板，參與者從山地斜坡上起飞，然後快速降落至海拔低處。1970年代後期，法國登山者穿著滑雪板，身上綁著降落傘，從高山上下落，高山跳伞滑雪運動由此發展而來。